# La finta semplice
 La finta semplice (Rosinas skælmstykker eller Underfundig uskyld), KV 51 (46a), er en opera buffa i tre akter komponeret i 1769 af den på det tidspunkt 12-årige Wolfgang Amadeus Mozart til en italiensk libretto af hofdigteren Marco Coltellini efter et tidligere værk af Carlo Goldoni. Operaen blev opført ved ærkebiskoppens palads i Salzburg den 1. maj 1769.
Mozart komponerede musikken ud fra den komediemodel som Philippe Destouches havde skabt med La fausse Agnès, ou le Poète campagnard (1734).

## Komposition
Operaen var et karrieremæssigt tilbageslag for Mozart, midt i en barndom der ellers var kendetegnet ved succes og stjernestatus. Anledningen til værket kom fra en bemærkning fra kejser Joseph II til Mozarts far Leopold under familiens besøg i kejserhovedstaden Wien i 1767-1769. Kejseren foreslog Leopold, at Wolfgang skulle skrive en opera til opførelse af det kejserlige operakompagni. Leopold tog forslaget som en konkret anmodning og satte Wolfgang i gang med at komponere La finta semplice – uden at tage den forholdsregel at opnå en egentlig kontrakt. Da operaen var færdig, kunne de optrædende tilsyneladende ikke lide den, og diverse intriger forhindrede i sidste ende operaen i at blive opført i Wien. Leopold blev vred og skrev et langt brev i protest til kejseren. Kejserens bad om en undersøgelse af sagen, men resultatet blev, at operaen ikke blev sat op.
Mozart-familien forlod Wien uden at få La finta semplice opført; det sket først i deres hjemby Salzburg under Leopolds arbejdsgiver, ærkebiskop Schrattenbachs auspicier.
Episoden i Wien havde negativ betydning for Wolfgangs karriere. Under besøget i Wien indtog Joseph II's mor, kejserinde Maria Theresia en meget fjendtlig indstilling til Mozart-familien. Kejserinden var en vigtig slægtning til et antal monarker og aristokrater, der kunne have været i stand til at give Wolfgang fast arbejde. Den 12. december 1771 skrev hun til en potentiel arbejdsgiver, hendes 17-årige søn Ferdinand, der var kejserlig guvernør i Milano:
Du beder mig om at måtte tage den unge salzburger i din tjeneste. Jeg ved ikke hvorfor, for jeg tror ikke, at du har brug for en komponist eller ubrugelige mennesker. Hvis det dog kan berede dig glæde, har jeg intet ønske om at hindre dig. Hvad jeg siger er kun beregnet på at forhindre, at du bebyrder dig selv med ubrugelige mennesker og giver titler til folk af den slags. Hvis de er i din tjeneste, nedbryder det tjenesten, når disse mennesker går omkring i verden som tiggere. Desuden har han en stor familie".
Ferdinand, der kendte Mozart fra hans besøg i Italien og var interesseret i at ansætte ham, fulgte dog sin mors råd. Andetsteds i Italien fik Mozart en meget afmålt modtagelse fra en anden Ferdinand, kongen af Napoli; Melograni antager, at han havde modtaget kejserindens dårlige anbefaling fra sin kone, der var hendes datter, Maria Karolina.

## Roller
| Rolle                                                  | Stemmetype  | Originalbesætning, 1. maj 1769 (Dirigent: -) | Planlagt besætning, 1768 (Wien) |
| ------------------------------------------------------ | ----------- | -------------------------------------------- | ------------------------------- |
| Fracasso, en ungarsk kaptajn der bor hos Cassandro     | Tenor       | Joseph Meissner                              | Filippo Laschi                  |
| Rosina, hans søster, en baronesse                      | Sopran      | Maria Magdalena Haydn                        |                                 |
| Cassandro, en tyrannisk kvindehader                    | Bas         | Joseph Hornung                               | Francesco Carattoli             |
| Polidoro, hans sky bror                                | Tenor       | Anton Franz Spitzeder                        |                                 |
| Giacinta, deres ikke længere unge søster               | Mezzosopran | Maria Anna Braunhofer                        |                                 |
| Simone, Fracassos løjtnant, der er forelsket i Ninetta | Bas         | Felix Winter                                 |                                 |
| Ninetta, Giacintas kammerpige                          | Sopran      | Maria Anna Fesemayer                         | Antonia Wagerle Bernasconi      |

## Synopsis
Sted: Cassandros slot i nærheden af Cremona
Tid: Midten af det 18. århundrede

### Første akt
Kaptajn Fracasso og hans ungarske tropper er udstationeret i nærheden af Cremona. Han bor i Don Cassandros hjem. Kaptajn Fracasso forelsker sig i Giacinta og Simone i Ninetta. Fracasso og Giacinta ønsker at gifte sig ligesom Simone og Ninetta. Men de kan ikke gøre det uden Cassandro og Polidoros samtykke. De to brødre er glade for status quo – de ønsker ikke at gifte sig eller at skilles fra deres søster. En plan bliver udtænkt for at narre brødrene med Rosinas hjælp. Hun stiller sig dum og naiv an og gør begge brødre forelsket i sig, så de accepterer ægteskab. Polidoro forelsker sig først i Rosina og foreslår ægteskab med det samme. Cassandro er først uinteresseret, men i sidste ende bliver han helt afvæbnet af Rosinas naive uskyld. Planen virker indtil videre.

### Anden akt
Polidoro tror stadig Rosinas planer om at gifte sig med ham. Rosina konfronterer ham med hans bror. Polidoro kræver halvdelen af sin arv fra Cassandro. Giacinta frygter et skænderi mellem brødrene, men de andre ser frem til kampen. Rosina og Fracasso lykønsker hinanden med deres vellykkede planer om at overgå Cassandro. Simone skjuler Giacinta. Fracasso fortæller brødrene, at Giacinta er forsvundet med familiens arv. Planen er så vellykket, at Ninetta følger efter. Simone meddeler, at Ninetta har stjålet, hvad hun kunne få fat på og også er flygtet. Brødrene lover at gifte begge piger til den der kan bringe dem tilbage. Fracasso og Simone melder sig som frivillige.

### Tredje akt
Simone indhenter Ninetta, og de bliver gift. Giacinta er bange for, at hendes bror ikke vil acceptere, at hun gifter sig med Fracasso, men han forsikrer hende om, at Rosina har taget sig af det hele. Fracasso og Giacinta bliver således også et par. Endelig Rosina afviser Polidoro og gifter sig med Cassandro. Alt ender således godt – undtagen for Polidoro.

## Udvalgte arier
- "Chi mi vuol bene" – Ninetta i første akt
- "Colla bocca e non col core" – Rosina i første akt
- "Cosa ha mai la donna indosso" – Polidoro i første akt
- "Ella vuole ed io torrei" – Cassandro i første akt
- "Guarda la donna in viso" – Fracasso i første akt
- "Non c'è al mondo" – Cassandro i første akt
- "Marito io vorrei" – Giacinta i første akt
- "Senti l'eco ove t'aggiri" – Rosina i første akt
- "Troppa briga a prender moglie" – Simone i første akt
- "Con certe persone" – Simone i anden akt
- "Ho sentito a dir di tutte" – Rosina i anden akt
- "In voi belle è leggiadria" – Fracasso i anden akt
- "Sposa cara" – Polidoro i anden akt
- "Ubriaco non son io" – Cassandro i anden akt
- "Un marito, donne care" – Ninetta i anden akt
- "Se a maritarmi arrivo" – Giacinta i anden akt
- "Amoretti che ascosi" – Rosina i anden akt
- "Che scompiglio" – Giacinta i tredje akt
- "Nelle guerre d'amore" – Fracasso i tredje akt
- "Sono in amore" – Ninetta i tredje akt
- "Vieni, vieni, o mia Ninetta" – Simone i tredje akt

## Diskografi
- W.A. Mozart: La Finta Semplice, Orfeo, 85843
- W.A. Mozart: La Finta Semplice, Brillant alias Joan Records, BC 99726 (5 CD'er)
- W.A. Mozart: La Finta Semplice, Philips, 422528-2
- W.A. Mozart: La Finta Semplice, DGG, 073 4251 (DVD-video)

## Eksterne links
- Mozart Project Arkiveret 22. september 2011 hos  Wayback Machine
- OperaGlass fra Stanford University
- Libretto Arkiveret 10. maj 2006 hos  Wayback Machine